# Поліцейська дільниця

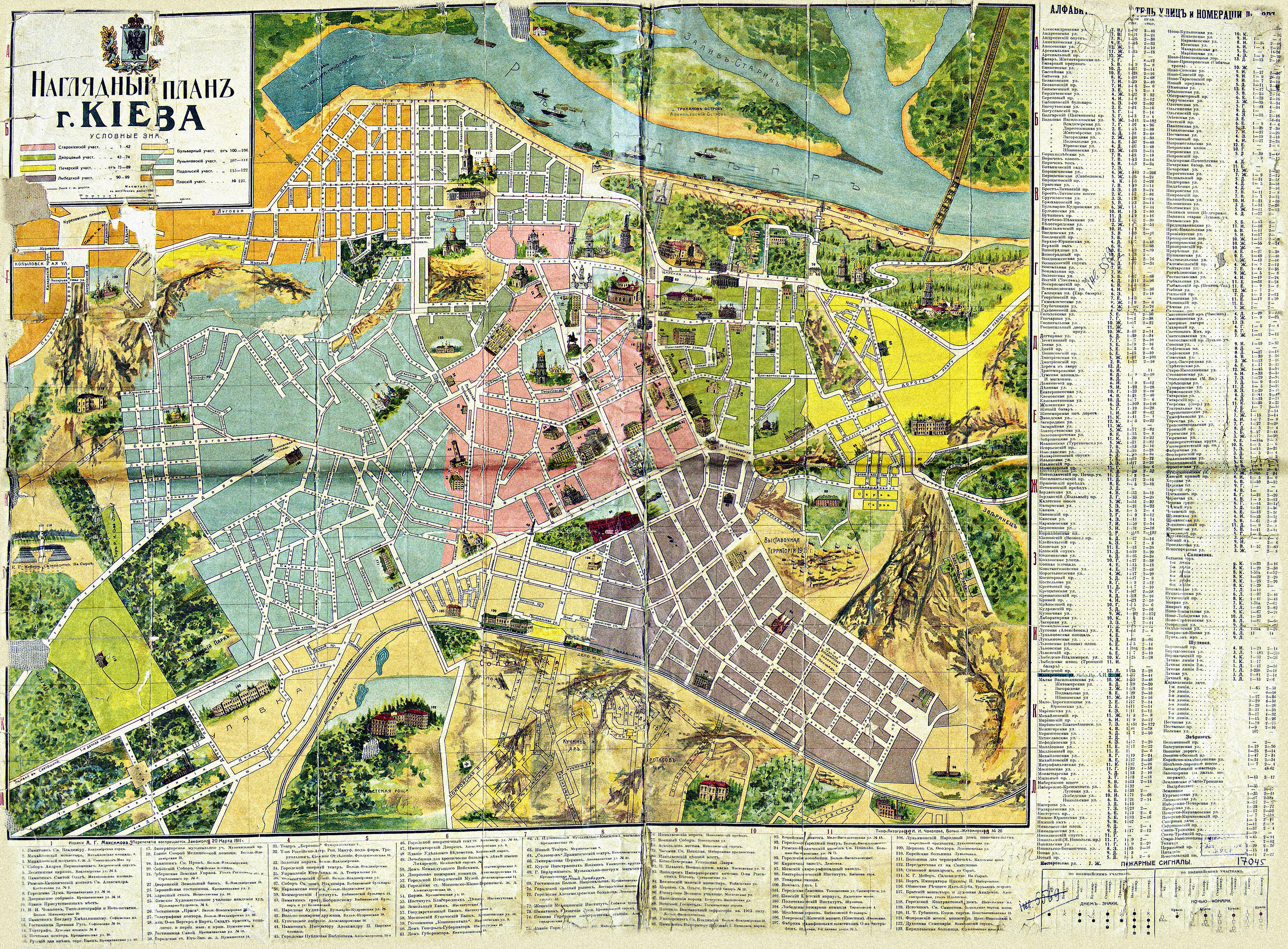
Мапа Києва за 1913 р. з виділеними дільницями.

Поліцейська дільниця (рос. Полицейская часть) — адміністративно-територіальна одиниця розподілу великих міст, яка існувала в Російській імперії з XVIII до початку XX століття.

## Історія
Поняття «частина» використовувалося для адміністративних одиниць у складі Санкт-Петербурга з 1737 (поряд із «сторонами»), у складі Москви з початку 1760-х гг. До цього часу їм відповідали «поліцейські команди».
Систематичний поділ міст на поліцейські частини було введено відповідно до «Статуту благочиння, або поліцейському», підписаного імператрицею Катериною II в 1762 році. Згідно з цим документом, поділу підлягали міста понад 4 тис. дворів. У кожній частині мало бути від 200 до 700 дворів. 
Поліцією частини керував приватний пристав. Частини поділялися на квартали розміром по 50-100 дворів, в яких поліцією керував квартальний наглядач (рос. квартальный надзиратель). Адміністративним будинком частини була канцелярія приватного пристава, яка називалася «приватним будинком» (рос. частный дом), «з'їжджим будинком» (рос. съезжий дом) або просто «частиною» (рос. часть). 
Окрім типових поліцейських функцій, частина відповідала і за пожежною охороною, для чого були організовані пожежні команди, які, як правило, розміщувалися в тих же приватних будинках. У частині також велося спрощене судочинство. Поділ на поліцейські частини та квартали використовувався для адресації домоволодінь, а також для статистичних цілей.
У 1866-1867гг. в Санкт-Петербурзі, пізніше і в інших містах (наприклад в 1881 році в Москві) було замінено розподілом на ділянки. При цьому ділянки були більші за квартали, так, у Петербурзі замість 58 кварталів було сформовано 38 ділянок.
Поділ міст на поліцейські частини було замінено розподілом на райони після Лютневої і Жовтневої революцій.